# Afghanocroce vartianorum
Afghanocroce vartianorum là một loài côn trùng trong họ Nemopteridae thuộc bộ Neuroptera. Loài này được Hölzel miêu tả năm 1968.